# Ricinocarpos marginatus
Ricinocarpos marginatus är en törelväxtart som beskrevs av George Bentham. Ricinocarpos marginatus ingår i släktet Ricinocarpos och familjen törelväxter. Inga underarter finns listade i Catalogue of Life.